# Алексевич Ярослав Ілліч
Алексевич Ярослав Ілліч — (5 жовтня 1935, с. Курівці, нині Зборівського району Тернопільської області — 7 січня 2019, Львів, Україна) — український вчений-епідеміолог, мікробіолог, імунолог. Доктор медичних наук (1991).

## Життєпис
Закінчив Львівський медичний інститут (1959).
Працював лікарем (1959—1962), науковим співробітником у Львівському інституті епідеміології та мікробіології (1962—1970). Від 1970 — співробітник, від 1979 — завідувач Центральної науково-дослідної лабораторії Львівського медичного інституту (нині Національного медичного універстету).

## Наукові здобутки
Відкрив антигемолізинний фактор імунітету, механізм виживання в екстремальних умовах, доімунний коагуляційний захист організму від чужорідних тіл.
Автор наукових і навчально-методичних праць.